# Långtjärnen (Ströms socken, Jämtland, 712856-146909)
Långtjärnen är en sjö i Strömsunds kommun i Jämtland och ingår i Ångermanälvens huvudavrinningsområde. Sjön har en area på 0,144 kvadratkilometer och ligger 322,8 meter över havet.

## Delavrinningsområde
Långtjärnen ingår i det delavrinningsområde (712897-146989) som SMHI kallar för Ovan None. Medelhöjden är 371 meter över havet och ytan är 5,04 kvadratkilometer. Det finns inga avrinningsområden uppströms utan avrinningsområdet är högsta punkten. Vattendraget som avvattnar avrinningsområdet har biflödesordning 3, vilket innebär att vattnet flödar genom totalt 3 vattendrag innan det når havet efter 248 kilometer. Avrinningsområdet består mestadels av skog (97 procent). Avrinningsområdet har 0,14 kvadratkilometer vattenytor vilket ger det en sjöprocent på 2,8 procent.